# Jim Bakker
James Orsen Bakker (/ˈbeɪkər/; nascido em 2 de janeiro de 1940) é um televangelista estadunidense. Entre 1974 e 1987, Bakker apresentou o programa de televisão The PTL Club e sua plataforma de televisão a cabo, a PTL Satellite Network, com sua então esposa, Tammy Faye. Ele também desenvolveu o Heritage USA, um parque temático cristão, agora extinto, em Fort Mill, Carolina do Sul.
No final da década de 1980, Bakker renunciou ao ministério do PTL por causa do encobrimento de um pagamento de propina à secretária da igreja, Jessica Hahn, por um suposto estupro. Revelações posteriores de fraude contábil resultaram em acusações criminais, condenação, prisão e divórcio. Mais tarde, Bakker se casou novamente e voltou ao televangelismo, fundando a Igreja Morningside em Blue Eye, Missouri, e restabelecendo o ministério do PTL. Atualmente, ele apresenta o The Jim Bakker Show, que se concentra no fim dos tempos e na Segunda Vinda de Cristo, ao mesmo tempo em que faz propaganda de produtos de sobrevivência. Bakker escreveu vários livros, incluindo I Was Wrong e Time Has Come: How to Prepare Now for Epic Events Ahead.

## Vida pessoal
James Orsen Bakker nasceu em Muskegon, Michigan, filho de Raleigh Bakker e Furnia Lynette "Furn" Irwin. Bakker frequentou a North Central University, uma faculdade bíblica de Minneapolis afiliada às Assembleias de Deus, onde conheceu a colega Tammy Faye LaValley em 1960. Bakker trabalhava em um restaurante na loja de departamentos Young-Quinlan, em Minneapolis; Tammy Faye trabalhava na Three Sisters, uma butique próxima.
Os Bakker se casaram em 1º de abril de 1961 e deixaram a faculdade para se tornarem evangelistas itinerantes. Tiveram dois filhos, Tammy Sue "Sissy" Bakker Chapman (nascida em 2 de março de 1970) e Jamie Charles "Jay" Bakker (nascido em 18 de dezembro de 1975). O casal se divorciou em 13 de março de 1992. Em 4 de setembro de 1998, Bakker se casou com Lori Beth Graham, uma ex-televangelista, cinquenta dias depois de se conhecerem. Em 2002, eles adotaram cinco filhos.

## Carreira

### Início da carreira
Em 1966, Jim e Tammy Faye Bakker começaram a trabalhar na Christian Broadcasting Network (CBN) de Pat Robertson em Portsmouth, Virgínia, que tinha uma audiência de poucos milhares de pessoas na época. Os Bakkers contribuíram para o crescimento da emissora, apresentando um programa infantil de variedades chamado Come On Over, que apresentava rotinas cômicas com fantoches. Devido ao sucesso de Come On Over, Robertson fez de Bakker o apresentador de um novo talk show no horário nobre, The 700 Club, que gradualmente se tornou o principal programa da CBN. Os Bakkers deixaram a CBN em 1973 e, logo depois, juntaram-se a Paul Crouch e Jan Crouch para ajudar a co-fundar a Trinity Broadcasting Network (TBN) na Califórnia. No entanto, essa parceria durou apenas oito meses, até que um desentendimento entre Jim Bakker e Paul Crouch fez com que os Bakkers acabassem deixando a nova rede.

### PTL

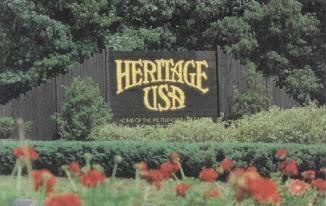
Placa do Heritage USA em 2007. O local agora está praticamente demolido.

Enquanto estavam na TBN, os Bakker se mudaram para Charlotte, Carolina do Norte, onde, em maio de 1973, lançaram uma versão da costa leste do Praise The Lord sob a égide da TBN. Menos de um ano depois, os Bakkers formaram sua própria organização sem fins lucrativos, registraram a marca PTL, deixaram a TBN e os Crouches e continuaram seu programa na 36 WRET Charlotte, na 16 WGGS Greenville, Carolina do Sul, e em algumas outras estações. Em 1975, eles estrearam nacionalmente seu próprio late night talk show, conhecido como The PTL Club. Bakker fundou a PTL Satellite Network em 1974, que transmitia o The PTL Club e outros programas religiosos de televisão por meio de afiliadas locais nos Estados Unidos.
Ao longo da década de 1970, Bakker construiu uma sede para a PTL nas Carolinas chamada Heritage Village. Com o tempo, os Bakker expandiram o ministério para incluir o parque temático Heritage USA em Fort Mill, Carolina do Sul, que se tornou o terceiro parque temático mais bem-sucedido dos EUA na época. Estima-se que as contribuições dos telespectadores ultrapassavam US$ 1 milhão por semana, com os lucros destinados a expandir o parque temático e a missão do The PTL Club. Bakker respondeu a perguntas sobre seu uso da mídia de massa dizendo "Acredito que se Jesus estivesse vivo hoje, ele estaria na TV".
Dois escândalos derrubaram a PTL em 1987: Bakker foi acusado de má conduta sexual pela secretária da igreja, Jessica Hahn, o que levou à sua renúncia, e seu uso ilegal de fundos do ministério acabou levando-o à prisão. Bakker foi demitido como ministro das Assembleias de Deus em 6 de maio de 1987. Em 1990, o filme biográfico para televisão Fall from Grace, estrelado por Kevin Spacey como Bakker, retratou sua ascensão e queda.  Em 18 de janeiro de 2019, o programa 20/20 da ABC exibiu um especial de duas horas, intitulado Unfaithfully Yours, sobre o escândalo do PTL.

#### Investigações iniciais
Em 1979, Bakker e a PTL foram investigados pela Comissão Federal de Comunicações por supostamente usarem indevidamente os fundos arrecadados no ar. O relatório da comissão foi finalizado em 1982 e constatou que Bakker havia arrecadado US$ 350.000, que ele disse aos telespectadores que seriam destinados ao financiamento de missões no exterior, mas que na verdade foram usados para pagar parte do Heritage USA. O relatório também constatou que os Bakkers usaram os fundos do PTL para despesas pessoais. Os comissários votaram para encerrar a investigação (quatro contra três) e, depois disso, permitiram que Bakker vendesse a única estação de TV que possuía, evitando, assim, uma futura supervisão da comissão. A Comissão Federal de Comunicações encaminhou seu relatório ao Departamento de Justiça dos Estados Unidos, que se recusou a apresentar queixa, alegando insuficiência de provas. Bakker usou a controvérsia para arrecadar mais fundos de seu público, classificando a investigação como uma "caça às bruxas" e pedindo aos telespectadores que "deixassem o Diabo com um olho roxo".
Um relatório confidencial do Internal Revenue Service (IRS) de 1985 descobriu que US$ 1,3 milhão em fundos do ministério foram usados para benefício pessoal dos Bakkers de 1980 a 1983. O relatório recomendou que a PTL fosse destituída de seu status de isenção fiscal, mas nenhuma medida foi tomada até que o escândalo de Jessica Hahn estourou em 1987. Art Harris e Michael Isikoff escreveram no The Washington Post que a política pode ter desempenhado um papel importante para que os três órgãos governamentais não tomassem nenhuma medida contra a PTL, apesar das evidências contra eles, pois os membros do governo Reagan não estavam dispostos a perseguir os televangelistas cujos seguidores evangélicos constituíam sua base.

#### Má conduta sexual e renúncia
Um pagamento de US$ 279.000 pelo silêncio de Jessica Hahn, que alegou que Bakker e o ex-apresentador do The PTL Club, John Wesley Fletcher, a drogaram e estupraram, foi pago com fundos do PTL por meio da associada de Bakker, Roe Messner. Bakker, que tomava as decisões financeiras do PTL, supostamente mantinha dois conjuntos de livros para ocultar irregularidades contábeis. Repórteres do The Charlotte Observer, liderados por Charles Shepard, investigaram as finanças do PTL e publicaram uma série de artigos.
Em 19 de março de 1987, após a revelação de um pagamento a Hahn, Bakker pediu demissão do PTL. Embora tenha reconhecido que teve um encontro sexual com Hahn em um quarto de hotel em Clearwater, Flórida, ele negou tê-la estuprado. Bakker também foi alvo de alegações sobre comportamentos homossexuais e bissexuais feitas por Fletcher e pelo diretor do PTL Jay Babcock, as quais Bakker negou sob juramento. O televangelista rival John Ankerberg apareceu no programa Larry King Live e fez várias alegações de impropriedade moral contra Bakker, e estas alegações também foram negadas.
Bakker foi sucedido como líder do PTL por Jerry Falwell, da Igreja Batista Thomas Road, em Lynchburg, Virgínia. Bakker escolheu Falwell como seu sucessor porque temia que seu colega televangelista Jimmy Swaggart, que havia iniciado uma investigação das Assembléias de Deus sobre a má conduta sexual de Bakker, estivesse tentando assumir seu ministério.
Bakker acreditava que Falwell lideraria temporariamente o ministério até que o escândalo diminuísse, mas em 28 de abril de 1987, Falwell impediu Bakker de retornar à PTL ao saber de alegações de comportamento ilícito que iam além das alegações de Hahn. Mais tarde naquele verão, quando as doações diminuíram drasticamente após a renúncia de Bakker e o fim do The PTL Club, Falwell levantou 20 milhões de dólares para manter o Heritage USA funcionando e prometeu a construção de um novo toboágua no parque. Falwell e os demais membros da diretoria do PTL renunciaram em outubro de 1987, declarando que uma decisão de um juiz do tribunal de falências tornava impossível a reconstrução do ministério.
Em resposta ao escândalo, Falwell chamou Bakker de mentiroso, fraudador, depravado sexualmente e "o maior câncer na face do cristianismo em 2.000 anos de história da Igreja". Na CNN, Swaggart declarou que Bakker era um "câncer no corpo de Cristo". Em fevereiro de 1988, Swaggart envolveu-se em um escândalo sexual depois de ser pego visitando prostitutas em Nova Orleans. Os escândalos de Bakker e Swaggart tiveram um efeito profundo no mundo do televangelismo, causando um maior escrutínio da mídia sobre os televangelistas e suas finanças. Falwell disse que os escândalos "fortaleceram o evangelismo transmitido e tornaram o cristianismo mais forte, mais maduro e mais comprometido".

#### Condenação por fraude e prisão
As atividades de arrecadação de fundos do The PTL Club entre 1984 e 1987 foram relatadas pelo The Charlotte Observer, o que acabou resultando em acusações criminais contra Bakker. Bakker e seus associados do PTL venderam "associações vitalícias" de US$ 1.000, que davam direito a uma estadia anual de três noites em um hotel de luxo no Heritage USA durante esse período. De acordo com a acusação no julgamento de fraude de Bakker, dezenas de milhares de associações foram vendidas, mas apenas um hotel de 500 quartos foi concluído. Bakker vendeu "parcerias exclusivas" que excederam a capacidade, arrecadando mais do que o dobro do dinheiro necessário para construir o hotel. Grande parte do dinheiro pagou as despesas operacionais do Heritage USA, e Bakker ficou com US$ 3,4 milhões.
Após uma investigação de 16 meses do grande júri federal, Bakker foi indiciado em 1988 por oito acusações de fraude postal, 15 acusações de fraude eletrônica e uma acusação de conspiração. Em 1989, após um julgamento de cinco semanas que começou em 28 de agosto em Charlotte, Carolina do Norte, um júri o considerou culpado de todas as 24 acusações. O juiz Robert Daniel Potter condenou Bakker a 45 anos em prisão federal e impôs uma multa de US$ 500.000. No Federal Medical Center, em Rochester, Minnesota, ele dividiu uma cela com o ativista Lyndon LaRouche e o paraquedista Roger Nelson.
O Tribunal de Apelações dos Estados Unidos para o Quarto Circuito manteve a condenação de Bakker pelas acusações de fraude e conspiração, anulou a sentença de 45 anos de Bakker e a multa de US$ 500.000 e ordenou uma nova audiência de sentença em fevereiro de 1991. O tribunal determinou que a declaração de Potter sobre a sentença de Bakker, de que "aqueles de nós que têm uma religião estão cansados de serem escravos de pregadores e padres que ganham dinheiro", era prova de que o juiz havia projetado suas crenças religiosas na sentença de Bakker.
Uma audiência de redução de sentença foi realizada em 16 de novembro de 1992, e a sentença de Bakker foi reduzida para oito anos. Em agosto de 1993, ele foi transferido para uma prisão federal de segurança mínima em Jesup, Geórgia. Bakker recebeu liberdade condicional em julho de 1994, depois de cumprir quase cinco anos de sua sentença. Seu filho, Jay, liderou uma campanha de cartas escritas para o conselho de liberdade condicional defendendo a clemência. O advogado de celebridades Alan Dershowitz atuou como advogado de liberdade condicional de Bakker, tendo dito que "garantiria que o Sr. Bakker nunca mais se envolveria na mistura de religião e comércio que levou à sua condenação". Bakker foi libertado da custódia da prisão federal em 1º de dezembro de 1994, devendo US$ 6 milhões ao IRS.

### Retorno ao televangelismo

O set do The Jim Bakker Show em Blue Eye, Missouri.

Em 2003, Bakker começou a transmitir o The Jim Bakker Show diariamente no Studio City Café em Branson, Missouri, com sua segunda esposa Lori; o programa foi transmitido pelas redes CTN, Daystar, Folk TV, Grace Network (Canadá), Daystar Television Canada, GEB America, Hope TV (Canadá), Impact Network, WGN, WHT, TCT Network, The Word Network, UpliftTV e ZLiving. A maior parte do público de Bakker recebe seu programa pela DirecTV e pela Dish Network.
Bakker condenou a teologia da prosperidade da qual participou no início de sua carreira e abraçou o apocaliptismo. Seu programa tem um foco milenar e de sobrevivência e vende baldes de alimentos liofilizados, como feijões com torradas, para seu público em preparação para o fim dos tempos. Elspeth Reeve escreveu no The Atlantic que o "equipamento de sobrevivência para o dia do juízo final" de Bakker é superfaturado. Um homem chamado Jerry Crawford, que credita a Bakker a salvação de seu casamento, investiu US$ 25 milhões em um novo ministério para Bakker em Blue Eye, Missouri, chamado Morningside USA. A produção do The Jim Bakker Show foi transferida para Morningside em 2008.

#### Profecias e declarações
Em 2013, Bakker escreveu Time Has Come: How to Prepare Now for Epic Events Ahead sobre eventos do fim dos tempos. Bakker mudou sua visão sobre a teologia da prosperidade. Em seu livro de 1980, Eight Keys to Success, ele declarou: "Deus quer que você seja feliz, Deus quer que você seja rico, Deus quer que você prospere." Em seu livro de 1996, I Was Wrong, ele admitiu que a primeira vez que realmente leu a Bíblia até o fim foi na prisão. Bakker também escreveu que percebeu que havia tirado passagens do contexto e as usou como provas para apoiar sua teologia da prosperidade.
O programa de Bakker apresenta vários ministros que se autodenominam "profetas". Ele agora diz que "PTL" significa "Prophets Talking Loud" (Profetas falando alto).
Em um vídeo de outubro de 2017, Bakker disse que "Deus castigará aqueles" que o ridicularizam; ele disse que o furacão Harvey foi um julgamento de Deus e culpou o então presidente Barack Obama pelo furacão Matthew. Bakker previu que se o então presidente Donald Trump sofresse impeachment, os cristãos iniciariam uma Segunda Guerra Civil Americana. Ele comparou o descarrilamento do trem de Washington em 2017 ao naufrágio do RMS Titanic e declarou que o descarrilamento do trem da Amtrak foi um aviso de Deus. Ele também afirmou que previu os ataques de 11 de setembro de 2001, declarando que "viu o 11 de setembro em 1999 antes da véspera de Ano Novo" e que haveria "terrorismo" e atentados a bomba em Nova York e Washington, D.C.". Poucos dias após o tiroteio na Stoneman Douglas High School, ele declarou que "Deus veio até [ele] em um sonho... e ele estava usando camuflagem, um colete de caça e tinha uma AR-15 presa às costas" e que Deus apoiava o plano de Donald Trump de fornecer armas aos professores. Após a morte de Billy Graham em 21 de fevereiro de 2018, Bakker compareceu ao funeral e prestou suas homenagens, declarando que Graham era o maior pregador desde Jesus, e também relembrando que Graham o havia visitado na prisão.
No programa de rádio Stand in the Gap Today, o presidente da Pennsylvania Pastors Network, Sam Rohrer, criticou a previsão de guerra civil de Bakker. O Christian Today criticou o programa de Bakker por atacar "os tipos mais vulneráveis de pessoas" e afirmou que ele "não tinha lugar em nossas telas de TV".

#### Desinformação sobre a COVID-19
Bakker vendia suplementos de prata coloidal que ele anunciava como uma "panaceia". Em março de 2020, o escritório do Procurador-Geral de Nova York ordenou que Bakker parasse de fazer falsas alegações medicinais sobre a suposta capacidade de seus suplementos de curar a COVID-19, e a Federal Trade Comission e a Food and Drug Administration também enviaram uma carta de advertência a Bakker sobre suas alegações relativas aos suplementos e ao coronavírus.
O Procurador-Geral do Missouri, Eric Schmitt, e a Procuradora-Geral do Arkansas, Leslie Rutledge, entraram com ações judiciais contra Bakker por supostamente promover os suplementos como tratamento para o vírus. Na ação judicial do estado contra ele, Bakker é representado pelo ex-governador do Missouri, Jay Nixon, que defendeu que a ação fosse arquivada. Nixon diz que as alegações feitas no processo são falsas, afirmando que: "Bakker está sendo injustamente visado por aqueles que querem esmagar seu ministério e forçar seu programa de televisão cristão a sair do ar.".
Em abril de 2020, proibido de receber transações com cartão de crédito, Bakker revelou aos telespectadores que seu ministério estava prestes a declarar falência e pediu doações urgentes.
No mês seguinte, a GEB America e a World Harvest Television retiraram o programa de Bakker de seus canais depois que a AT&T, proprietária da DirecTV, pediu aos canais que reconsiderassem a transmissão do programa. A AT&T fez a solicitação de seus canais em resposta a uma campanha do grupo cristão liberal Faithful America.
Em 8 de maio de 2020, Lori Bakker anunciou que Jim Bakker havia sofrido um derrame que seu filho Jay descreveu como "leve". Lori declarou que ele tiraria um período sabático do programa até se recuperar. Ela culpou o derrame pelo trabalho árduo de Bakker em seu programa e escreveu que ele havia descrito as críticas contra ele como "o ataque mais cruel que ele já experimentou". Bakker retornou ao seu programa pela primeira vez após o derrame em 8 de julho de 2020.
Em 23 de junho de 2021, o Procurador-Geral do Missouri, Eric Schmitt, anunciou o acordo do processo do estado contra Bakker. Bakker e a Igreja Morningside seriam proibidos de dizer que a solução de prata poderia "diagnosticar, prevenir, mitigar, tratar ou curar qualquer doença ou enfermidade". A restituição de cerca de US$ 157.000 também seria paga àqueles que compraram a solução de prata entre 12 de fevereiro de 2020 e 10 de março de 2020.

## Obras
- Move That Mountain (1976) ISBN 978-0-88270-164-6

- Eight Keys to Success (1980) ISBN 978-0-89221-071-8

- I Was Wrong (1996) ISBN 978-0-7852-7425-4

- Prosperity and the Coming Apocalypse (1998) ISBN 978-1-4185-5422-4

- The Refuge: The Joy of Christian Community in a Torn-Apart World (2000) ISBN 978-1-4185-5423-1

- Time Has Come: How to Prepare Now for Epic Events Ahead (2014) ISBN 978-1-61795-134-3

- You Can Make It: God's Faithfulness in Dark Times-Past, Present and Future (2021) ISBN 978-1-63641-047-0